# Quercus schultzei
Quercus schultzei är en bokväxtart som beskrevs av William Trelease. Quercus schultzei ingår i släktet ekar, och familjen bokväxter. Inga underarter finns listade i Catalogue of Life.